# Bauhinia fusconervis
Bauhinia fusconervis är en ärtväxtart som beskrevs av David Nathaniel Friedrich Dietrich. Bauhinia fusconervis ingår i släktet Bauhinia och familjen ärtväxter. Inga underarter finns listade i Catalogue of Life.